# Richard Gotainer
Richard Gotainer, né le 30 mars 1948 en France, est un chanteur, acteur et publicitaire français. 
Il a écrit la plupart des textes de ses chansons, souvent sur des musiques de Claude Engel.

## Biographie

### Enfance et jeunesse
Richard Gotainer est d'origine juive polonaise. Pratiquant le scoutisme, il rencontre lors d'une colonie l'animateur Jacky, avec lequel il devient ami. 

### Publicités
Il commence sa vie professionnelle en 1972 dans l'agence de publicité Walter-Thompson, dont il est renvoyé l'année suivante pour « mauvais esprit ». En 1974, il crée avec Jacques Gaudillat l'agence de publicité Gatkess,, spécialisée dans les spots radios et les bandes-son pour la télévision.
Au fil des années, il crée des tubes publicitaires célèbres dont les M-V (M, m, m comme maroquinier ; V, v, v comme voyage, pour le collectif des maroquiniers), Vittel (Buvez, éliminez), Infinitif (Primitif), Banga (Y'a des fruits, y'a de l'eau), Belle des champs (Tu baguenaudes dans les pâturages), Choco BN (Il est 4 heures...), Saupiquet ou Danette (On se lève tous pour Danette !). De 1982 à 1985, alors à l'agence Grey, il assure la voix off et la musique des dessins animés publicitaires pour le chewing-gum Malabar. C'est lors de l'enregistrement de la publicité pour Banga qu'il rencontre Claude Engel, musicien réputé. Gotainer lui propose de travailler avec lui, d'abord pour des pubs, ensuite pour des chansons.

### Chansons de variété
Plus que les publicités, ce sont ses chansons de variété qui le font connaître du grand public français, à partir de 1980. Durant les années 1980, ses tubes dansants aux arrangements loufoques, souvent facétieux avec des paroles à double sens, à la rythmique sonore élevée et jouant sur les allitérations, sont massivement diffusés sur les radios françaises.
Primitif, Poil au tableau, Le Sampa (extrait du film Le Maître d'école, vendu à 500 000 exemplaires en single), La Ballade de l'obsédé, Le Mambo du décalco, Femmes à lunettes, Chipie et Le Youki comptent parmi ses chansons les plus connues.
Richard Gotainer donne par ailleurs 250 représentations de son spectacle musical coécrit avec Éric Kristy, La Goutte au pépère (musique d'Étienne Perruchon), dont une à l'Olympia.
Lorsqu'il cesse sa collaboration avec Claude Engel, son compositeur attitré, il travaille alors avec Michaël Lapie pour un album aux ambiances rock et electro. En revanche, Celmar Engel, frère de Claude, travaille à ses côtés comme ingénieur du son et musicien.
Après son album Comme à la maison (2010), l'auteur-chanteur annonce en 2017 qu'il prépare un nouvel album, ainsi qu'un ouvrage sur ses rubriques à la radio. L'album Saperlipopette sort en juin 2018.
Le 19 mars 2018, l'Union nationale des auteurs et compositeurs remet à Richard Gotainer un Grand Prix en hommage à sa carrière.

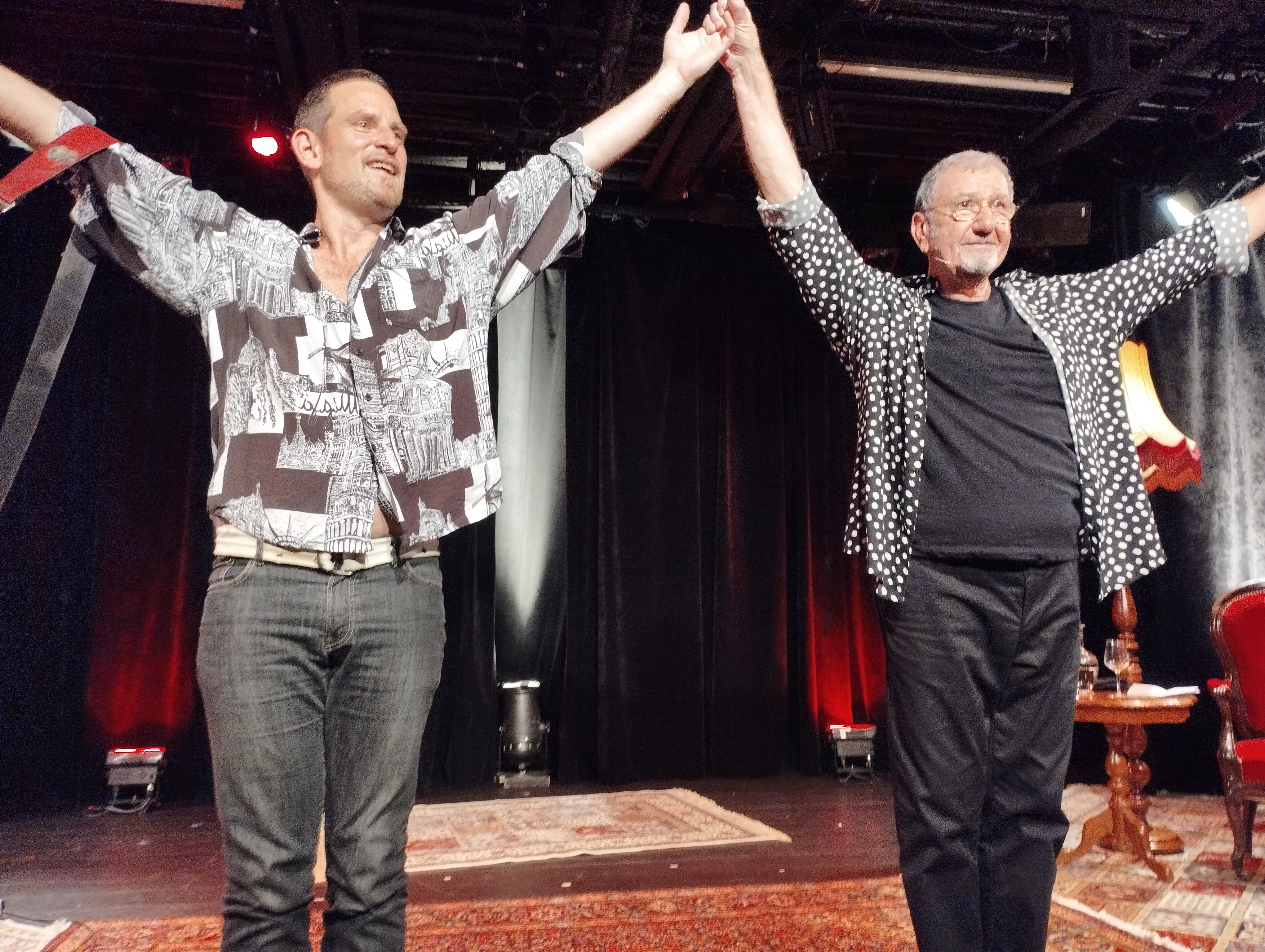
Brice Delage et Richard Gotainer saluant le public à la fin du spectacle Gotainer ramène sa phrase au théâtre de Lucernaire en octobre 2022.

Pour la réception de ce prix, il a l'idée de réciter un de ses textes plutôt que de chanter. Cette prestation est à l'origine de la démarche qu'il entreprend depuis septembre 2022 en présentant sur scène Gotainer ramène sa phrase, ses chansons jouées, interprétées comme un comédien. Il est accompagné de son complice guitariste Brice Delage, dont les interventions sonores illustrent et bruitent les propos du conteur.

### Engagement politique local
En 2020, il se présente aux élections municipales de la petite commune de Cérilly (Allier), en 13e position sur la liste du maire sortant (DVD), Olivier Filliat. C'est cependant la liste de Fabien Thevenoux soutenue par le PCF qui remporte le scrutin et il n'est pas élu.

### Vie privée
Richard Gotainer a deux fils, Léo (1991) et Tom (1996),, avec Isabelle de Araujo, directrice artistique et maquilleuse professionnelle, qui a ensuite été la compagne de l'acteur Christian Clavier.

## Filmographie

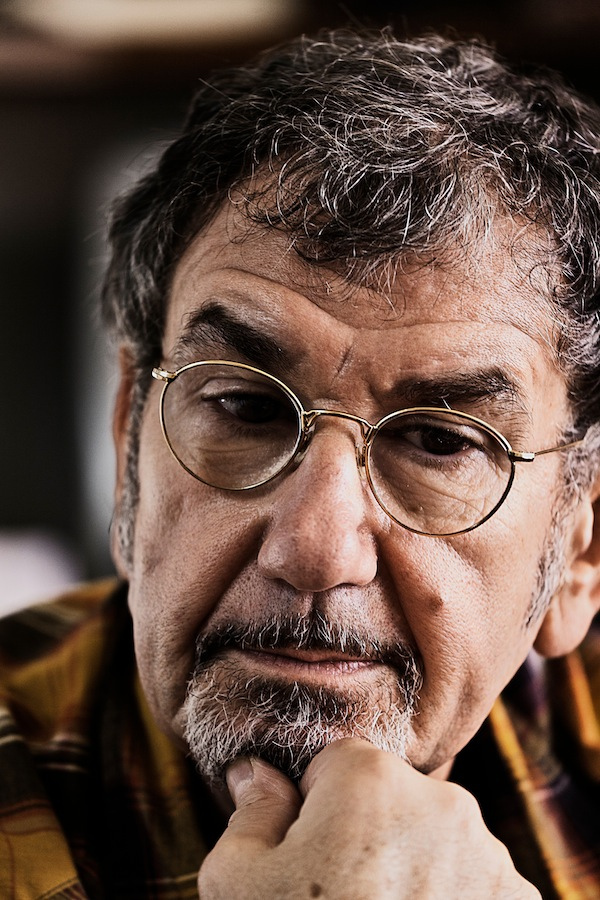
Richard Gotainer en 2011.

### Comme acteur

#### Cinéma
- 1981 : Le Maître d'école de Claude Berri : le chanteur du mariage
- 1990 : Rendez-vous au tas de sable de Didier Grousset : Nickel
- 1996 : La Divine Poursuite de Michel Deville : Paul
- 1998 : Hygiène de l'assassin de François Ruggieri : La Brosse
- 2004 : Les Parisiens de Claude Lelouch : le tenancier du bar
- 2016 : Le Cabanon rose de Jean-Pierre Mocky : Ravel

#### Télévision
- 1987 : Objectif Nul (série télévisée) : Dr Williams
- 1999 : H (série télévisée), saison 2, épisode Une histoire de show-biz : lui-même
- 2005 : Carla Rubens (série télévisée) : Costa
- 2009 : Paris 16e (série télévisée) : Antoine Maréchal
- 2009 : Myster Mocky présente (série télévisée), épisode Ultime bobine
- 2010 : Colère (téléfilm) de Jean-Pierre Mocky : le maire
- 2010-2011 : Un dîner presque parfait : lui-même, concurrent dans la saison 2010/2011
- 2019 : Astrid et Raphaëlle (épisode Chaînon manquant) : Levinas
- 2021 : Astrid et Raphaëlle (épisode Irezumi) : Levinas

### Autres
- 1981 : Le Maître d'école de Claude Berri - auteur-interprète de la chanson du générique de fin, Le Sampa
- 1990 : Rendez-vous au tas de sable de Didier Grousset - co-scénariste et conseiller artistique

## Publications
- Astérix, vive la Gaule ! (1987) avec Gotlib et Uderzo
- Rendez-vous au tas de sable (1989), synopsis du film
- Hep Taxi, suivez ce papillon ! (2001) avec Philippe Kelly et Michel Ponçot